# Tylos sardous
Tylos sardous là một loài chân đều trong họ Tylidae. Loài này được Arcangeli miêu tả khoa học năm 1938.